# Adrià IV
Adrià IV   (Abbots Langley, 1100 ↔ 1120 - Anagni, 1 de setembre de 1159) de nom de bateig Nicholas Breakspeare va ser Papa de Roma del 1154 al 1159. Les profecies de Sant Malaquies es refereixen a aquest papa com De rure albo (del camp blanc), citació que fa referència al seu origen camperol i al seu lloc de naixement, Saint-Alban (alba = 'blanc', 'albí'). Durant el seu pontificat va començar a utilitzar-se el terme «vicari de Crist» per referir-se al papa.

## Biografia
Breakspeare, l'únic papa de nacionalitat anglesa de la història, es va traslladar a la seva joventut al Regne de França per seguir els seus estudis, prenent els hàbits i ingressant al monestir de Sant Ruf (Avinyó), on el 1137 n'esdevindrà l'abat.
El 1146 és nomenat per Eugeni III cardenal bisbe d'Albano, i el 1152 és nomenat legat pontifici a Escandinàvia on va establir, a Trondheim, la seu arxiprestal de Noruega i a Uppsala la seu arxiprestal de Suècia.
A la seva tornada a Roma el 1154 rep l'apel·latiu de l'"Apòstol del Nord", i després de la mort d'Anastasi IV va ser elegit per unanimitat el seu successor, sent consagrat el 18 de juny de 1155.
La ciutat que es troba el nou papa està sumida en revoltes populars alimentades per les idees heterodoxes d'Arnaldo da Brescia i que desemboquen en l'assassinat d'un cardenal. Adrià es va refugiar a Viterbo i com a resposta llençà un interdicte contra Roma pel qual prohibeix la celebració dels sants oficis, l'administració dels sagraments i la sepultura eclesiàstica, refusant reconèixer al Senat i exigint el desterrament d'Arnaldo per concedir el perdó.
Aquest interdicte provocà una crisi econòmica a la ciutat en veure's interrompuda l'afluència de pelegrins a Roma, i conduí a la submissió de la ciutat a la voluntat papal i l'expulsió d'Arnaldo.
En el pla temporal, la política d'aliances d'Adrià es va decantar en un primer moment per aconseguir, a canvi de la seva coronació, el suport de l'emperador germànic Frederic I en el seu conflicte amb el regne normand de Sicília, el rei del qual, Guillem I de Sicília, havia estat excomunicat pel papa en envair territoris pontificis.
La trobada es produeix el 9 de juny de 1155 a Sutri però fracassa per una qüestió de protocol: segons la tradició els reis havien de subjectar l'estrep del cavall del papa com a senyal de submissió. Frederic va avançar cap a ell però va obviar aquesta cerimònia d'homenatge, encara que sí que va besar la sabatilla papal una vegada desmuntat. El papa, durant la celebració de la missa, i en represàlia, nega a Frederic la "besada de la pau", la qual cosa implicava que no hi hauria coronació.
El conflicte es resol uns dies després, l'11 de juny, en una altra trobada celebrat a Nepi el cerimonial és respectat per ambdues parts i el 18 de juny, Frederic és coronat pel papa. Aquell mateix dia Arnaldo da Brescia, que havia estat capturat per l'emperador, era lliurat al papa i executat el que provoca una rebel·lió a Roma. L'enfrontament amb les tropes imperials finalitza amb la derrota dels romans, l'empresonament dels seus líders més significatius i l'execució de més d'un miler de romans que van ser ofegats al riu Tíber. La victòria de l'emperador va ser tanmateix pírrica, ja que a causa de la falta d'aprovisionaments i a un brot de malària es va veure obligat a abandonar la ciutat i tornar a Alemanya.
Adrià, que es veu obligat a abandonar Roma i instal·lar-se a Benevento, buscà llavors el suport dels romans d'Orient per sotmetre els sicilians, però en ser derrotats per aquests s'imposà un canvi radical en la política papal.
En efecte, Adrià firmà el tractat de Benevento en 1156 amb Guillem I de Sicília pel qual el papa, a més d'investir-lo com a rei, el reconeix una sèrie de territoris que en ser també pretesos pel seu antic aliat Frederic l'enfrontarà amb ell. Guillem per la seva part es reconeix com a vassall tributari del papat, renuncia al nomenament de bisbes en el seu regne i promet defensar els Estats Pontificis.
Durant la seva estança a Benevent, Adrià rep la visita de Joan de Salisbury qui li sol·licita que decreti que Irlanda passi a ser domini del rei Enric II d'Anglaterra. La sol·licitud, que suposa un permís d'invasió per al rei anglès, és concedida per Adrià, basant-se en la Donació de Constantí, mitjançant la Butlla Laudabiliter.
El 1157 Adrià arriba a un acord amb el poble romà que li permet tornar a Roma. L'1 de setembre del 1159, el papa es trobava a Anagni i es va apropar a la font de la plaça del poble per beure aigua. Insòlitament, una mosca va entrar al seu coll, i en no poder treure-se-la, el papa va morir d'asfíxia.